# Євген Іршаї
Євген Маркович Іршаї (словац. Jevgenij Iršai; 15 січня 1951, Ленінград) — радянський і словацький композитор.
Син скрипаля Марка Олександровича Іршаі (1921—2015), який грав в оркестрі Маріїнського театру, і фортепіанного педагога Валентини Яківни Кунде (1922—1990), завідуючої фортепіанним відділом Середньої спеціальної музичної школи Ленінградської консерваторії.
Закінчив Ленінградську консерваторію по класу композиції Володимира Успенського (1975) і по класу фортепіано Павла Серебрякова (1978). Викладав в середній спеціальній музичній школі при Ленінградській консерваторії. У 1979 вступив до Спілки композиторів СРСР.
У 1991 емігрував до Словаччини. Працював корепетитором в оперному театрі міста Банська-Бистриця, потім в 1992—1996 рр. викладав у міській консерваторії, в 1996—2008 рр. на кафедрі музично-естетичної освіти Університету Матея Бела. Одночасно з 2001 р викладав на кафедрі композиції Вищої школи виконавського мистецтва в Братиславі.
У радянський період складав переважно для камерних складів: Соната для фортепіано «Сім відображень в» до "" (1983), «Імпровізації Кандинського» для контрабаса і фагота, Соната для віолончелі та ударних, Соната-прощання для віолончелі та фортепіано (пам'яті музикантів, загиблих в дні війни); автор численних вокальних творів, серед яких виділяється цикл «Епіграфи» на вірші Арсенія Тарковського. Написав також музику до телефільму «Сеанс одночасної гри» (1982, режисер А. Лебедєв). У пізній творчості значне місце займають твори для соліста з оркестром.
Удостоєний премії імені Яна Левослава Белли (Словаччина) і премії імені Дезидерія Задора (Україна).
Син Євгена — кларнетист і педагог Віктор Іршаі.